# Hana Ramadhini
Hana Ramadhini (* 21. Februar 1995) ist eine indonesische Badmintonspielerin. 

## Karriere
Hana Ramadhini nahm 2011 und 2012 im Dameneinzel an den Badminton-Juniorenweltmeisterschaften teil. Bei der letztgenannten Teilnahme belegte sie dabei Rang fünf. 2011 war sie bereits indonesische Juniorenmeisterin geworden. Im März 2013 siegte sie im Dameneinzel bei den Vietnam International 2013.